# Nathalie Déry
Pour les articles homonymes, voir Déry.
Nathalie Déry, née le 8 juin 1976 à Cap-Santé dans la province de Québec au Canada, est une joueuse canadienne de hockey sur glace.

## Biographie
Elle débute au hockey à l'âge de 8 ans. Elle joue dans des équipes de garçons jusqu'à 16 ans.

### Carrière en club
Déry joue quatre saisons (de 1997 à 2001) pour les Patriotes de l'Université du Québec à Trois-Rivières  dans le championnat universitaire canadien. Considérée comme l'un des meilleures joueuses en défensive du circuit universitaire, elle aide les Patriotes à remporter une médaille de bronze aux championnats universitaires canadiens de 1998. Elle devient la capitaine des Patriotes.
De 2002 à 2006, elle évolue pour l'Avalanche du Québec dans la Ligue nationale de hockey féminin.  Puis en 2006-2007, elle passe à l'Axion de Montréal.En proie à des difficultés financières, la Ligue nationale de hockey féminin cesse ses activités en 2007.
En 2007-08, elle rejoint les Stars de Montréal dans la Ligue canadienne de hockey féminin. Elle participe à cinq conquêtes du championnat de ligue et à trois conquêtes de la Coupe Clarkson (2009, 2011 et 2012). Elle se démarque par sa stabilité en zone défensive et sa capacité à relancer rapidement l'attaque de ses coéquipières.

### Sélection du Québec
Déry gagne l'Or avec l'équipe du Québec lors des championnats canadiens  de 1999  et de 2002. Elle gagne également l'Argent en 2001 et le bronze en 2003.

## Carrière d'entraîneuse
Depuis 2010, elle travaille comme assistant-entraîneuse pour les Stingers de Concordia dans le championnat universitaire canadien.
Hors de la glace, elle était directrice adjointe de l'École secondaire Dalbé-Viau, avec sous sa responsabilité quelque 400 étudiants adolescents. Déry était la directrice adjointe de l'École secondaire des Sources et elle s'occupait des élèves du quatrième et cinquième secondaire ainsi que les élèves du programme Sport-études.